# NGC 7336
NGC 7336 (другие обозначения — PGC 69337, MCG 6-49-49, NPM1G +34.0450) — галактика в созвездии Пегас.
Этот объект входит в число перечисленных в оригинальной редакции «Нового общего каталога».